# Сырская Буда
Сырская Буда (бел. Сырская Буда) — деревня в Барсуковском сельсовете Кормянского района Гомельской области Беларуси.

## География

### Расположение
В 4 км на запад от Кормы, в 51 км от железнодорожной станции Рогачёв (на линии Могилёв — Жлобин), в 114 км от Гомеля.

### Гидрография
На востоке мелиоративные каналы, соединённые с рекой Кормянка (приток реки Сож).

## Транспортная сеть
На автодороге Корма — Яновка. Планировка состоит из прямолинейной, ориентированной с юго-востока на северо-запад улицы, застроенной двусторонне деревянными домами усадебного типа.

## История
Согласно письменным источникам известна с XIX века как деревня в Кормянской волости Рогачёвского уезда Могилёвской губернии. Согласно переписи 1897 года деревня Буда (она же Сырская Буда), действовали хлебозапасный магазин, ветряная мельница. В 1909 году 420 десятин земли. В 1912 году открыта школа, которая разместилась в наёмном крестьянском доме, а в начале 1920-х годов для неё было выделено национализированное здание. В 1930 году организован колхоз «Непобедимый», работали ветряная мельница, кузница, шерсточесальня. Согласно переписи 1959 года в составе колхоза имени М. М. Володарского (центр — деревня Барсуки).

## Население

### Численность
- 2004 год — 21 хозяйство, 45 жителей.

### Динамика
- 1881 год — 34 двора, 255 жителей.
- 1897 год — 50 дворов, 334 жителя (согласно переписи).
- 1909 год — 55 дворов, 401 житель.
- 1959 год — 173 жителя (согласно переписи).
- 2004 год — 21 хозяйство, 45 жителей.

## Известные уроженцы
- Александр Остапенко — белорусский писатель.